# Ендрі Бакіу
Ендрі Бакіу (алб. Endri Bakiu; нар. 6 листопада 1987, Тирана, Албанія) — албанський футболіст, виступав на позиції атакувального півзахисника.

## Життєпис
Вихованець тиранського «Динамо», у 2006 році потрапив до заявки дорослої команди, але на поле в її складі не виходив. Наступного року перейшов до «Бюліса», а в 2010 році підсилив «Шкумбіні». 28 червня 2010 року узгодив 1-річний контракт з «Ельбасані». По завершенні угоди залишив розташування клубу. З 2011 року виступав за «Томорі». 12 травня 2012 року в програному (5:6) виїзному поєдинку 26-го туру Суперліги проти «Аполонії» відзначився «покером» (4-ма забитими м'ячами). Потім грав за «Бюліс» (Балш) та «Кастріоті».
5 серпня 2015 року, після 9-річної перерви, вільним агентому повернувся в тиранське «Динамо».
27 січня 2017 року, після скандального періоду перебування в «Сопоті», перейшов до «Турбіни» з Першого дивізіону Албанії, щоб допомогти команді уникнути пониження в класі. По закінченні сезону 2018/19 років завершив кар'єру футболіста.

## Статистика виступів

### Клубна
Станом на 9 травня 2015.
| Сезон                        | Команда                      | Чемпіонат                    | Чемпіонат | Чемпіонат | Нац. кубок | Нац. кубок | Нац. кубок | Єврокубки | Єврокубки | Єврокубки | Інші кубки | Інші кубки | Інші кубки | Загалом | Загалом |
| Сезон                        | Команда                      | Змаг.                        | Матчі     | Голи      | Змаг.      | Матчі      | Голи       | Змаг.     | Матчі     | Голи      | Змаг.      | Матчі      | Голи       | Матчі   | Голи    |
| ---------------------------- | ---------------------------- | ---------------------------- | --------- | --------- | ---------- | ---------- | ---------- | --------- | --------- | --------- | ---------- | ---------- | ---------- | ------- | ------- |
| 2006-2007                    | «Динамо» (Тирана)            | СА                           | 0         | 0         | КА         | 0          | 0          | -         | -         | -         | -          | -          | -          | 0+      | 0+      |
| 2007-2008                    | «Бюліс» (Балш)               | ПД                           | 0         | 0         | КА         | 0          | 0          | -         | -         | -         | -          | -          | -          | 0+      | 0+      |
| 2008-2009                    | «Бюліс» (Балш)               | СА                           | 29        | 8         | КА         | 4          | 2          | -         | -         | -         | -          | -          | -          | 33      | 10      |
| 2009-2010                    | «Шкумбіні»                   | СА                           | 32        | 3         | КА         | 4          | 4          | -         | -         | -         | -          | -          | -          | 36      | 7       |
| 2010-2011                    | «Ельбасані»                  | СА                           | 21        | 5         | КА         | 0          | 0          | -         | -         | -         | -          | -          | -          | 21      | 5       |
| 2011-2012                    | «Томорі»                     | СА                           | 25+1      | 19+0      | КА         | 0          | 0          | -         | -         | -         | -          | -          | -          | 26      | 19      |
| 2012-2013                    | «Бюліс» (Балш)               | СА                           | 24        | 7         | КА         | 8          | 4          | -         | -         | -         | -          | -          | -          | 32      | 11      |
| 2013-2014                    | «Бюліс» (Балш)               | СА                           | 17        | 1         | КА         | 6          | 3          | -         | -         | -         | -          | -          | -          | 23      | 4       |
| Загалом за «Бюліс» (Балш)    | Загалом за «Бюліс» (Балш)    | Загалом за «Бюліс» (Балш)    | 70        | 16        |            | 18         | 9          |           | -         | -         |            | -          | -          | 88      | 25      |
| 2014-2015                    | «Кастріоті»                  | ПД                           | 24        | 8         | КА         | 3          | 0          | -         | -         | -         | -          | -          | -          | 27      | 8       |
| 2015-2016                    | «Динамо» (Тирана)            | ПД                           | 0         | 0         | КА         | 0          | 0          | -         | -         | -         | -          | -          | -          | 0       | 0       |
| Загалом за «Динамо» (Тирана) | Загалом за «Динамо» (Тирана) | Загалом за «Динамо» (Тирана) | 0         | 0         |            | 0          | 0          |           | -         | -         |            | -          | -          | 0       | 0       |
| Усього за кар'єру            | Усього за кар'єру            | Усього за кар'єру            | 172+1     | 51+0      |            | 25         | 13         |           | -         | -         |            | -          | -          | 198     | 64      |